# Hinamatsuri (Manga)
Hinamatsuri (jap. ヒナまつり) ist eine Manga-Serie von Masao Ōtake, die seit 2009 in Japan erscheint. Sie ist in die Genres Comedy und Seinen einzuordnen und erzählt über zwei Mädchen aus einer anderen Welt, die im modernen Tokio stranden. Sie wurde 2018 als Anime-Fernsehserie adaptiert.

## Handlung
Dem Yakuza Yoshifumi Nitta (新田 義史) fällt eines Tages in seiner eigenen Wohnung eine aus dem Nichts erscheinende Kugel auf dem Kopf, aus der ein Mädchen erscheint. Das Mädchen, das er bald Hina (ヒナ) nennt, hat übernatürliche Kräfte und kann Gegenstände schweben lassen – so wie ihn oder seine geliebte Sammlung wertvoller Vasen, die dabei zu Bruch geht. Da er das eigenwillige Mädchen nicht herauswerfen kann, ohne dass sie noch mehr Zerstörung anrichtet, nimmt Nitta sie widerwillig bei sich auf. Er versucht sie zu erziehen, vor allem damit sie weniger Schaden anrichtet, was ihm bald durch ihre Gefräßigkeit gelingt. Denn es fällt Nitta leicht, sie mit gutem Essen zu belohnen oder leer ausgehen zu lassen, wenn sie sich nicht benehmen kann. Mit der Zeit muss er aber seinem Umfeld erklären, warum ein junges Mädchen bei ihm lebt, und so wird sie bald von allen als seine uneheliche Tochter angesehen. Viele beginnen Hina zu mögen, so Nittas Untergebener bei der Yakuza Sabu oder die Wirtin Utako Sakura (桜 詩子) der von ihm häufig aufgesuchten Bar Little Song.
Doch bald taucht ein weiteres Mädchen mit übersinnlichen Kräften auf, die Hina verfolgt hat und beauftragt wurde sie zu besiegen: Anzu. Da sie jedoch scheitert, kann sie nicht zurück und ist plötzlich in Tokio gestrandet. Anzu wird von niemandem aufgenommen und zieht daher zu den Obdachlosen in den nahen Stadtpark. Zumindest die versuchen das beste, sich um Anzu zu kümmern. Sie bringen ihr bei, wo sie Geld findet oder Müll sammelt, um ihn gegen Geld abzugeben. So muss Anzu sehr bescheiden in einer improvisierten Hütte leben, während es sich Hina beim wohlhabenden Yakuza gut gehen lassen kann. Außerdem geht Hina nun in die Schule, wo sie sich mit Hitomi Mishima (三嶋 瞳) anfreundet. Der bringt diese Freundschaft eher Unglück: Sie gerät in die Bar von Utako und endet dort als deren Aushilfe. Doch schnell macht ihr das Spaß, zumal Hitomi dabei gutes Geld verdient, sodass sie gern weiter dort arbeitet, obwohl sie das in ihrem Alter nicht dürfte. Das bringt Hitomi immer wieder in Schwierigkeiten, als ihr Lehrer in die Bar kommt oder ihre Mitschüler ihr hinterherspionieren.
Obwohl Hina nicht mehr so viel Schaden wie zu Anfang anrichtet, hat Nitta immer wieder Ärger mit ihr. Vor allem ist sie faul, hilft nie mit und ist auch schlecht in der Schule. Nachdem er sie eines Tages aber herauswarf, erntet er nicht nur das Entsetzen aller Menschen um ihn herum, sondern merkt auch, dass er sie ins Herz geschlossen hat. So nimmt er Hina – die nun auch braver sein will – wieder auf und stellt sie schließlich sogar seiner Mutter als seine Tochter vor. Währenddessen werden die Obdachlosen aus dem Park vertrieben. Für Anzu findet Utako endlich eine Familie, die sie aufnimmt. Von da an lebt sie bei einem älteren Paar, das ein chinesisches Restaurant führt, in dem Anzu nun auch fleißig hilft.
Während Hina und Anzu ihr alltäglich gewordenes Leben verbringen, kommen aus ihrer Heimat weitere Vertreter ihrer Organisation, um die beiden Mädchen zu suchen und zurückzuholen. Doch Mao, die erste und ebenso ein Mädchen, das mit den beiden befreundet ist, strandet auf einer einsamen Insel und kommt nicht wieder in ihre Welt. Sie überlebt durch ihre übernatürlichen Kräfte und baut sich nach einiger Zeit ein Floß, mit dem sie schließlich nach China kommt. Dort lebt sie zunächst ärmlich, wird dann aber von einem Kloster aufgenommen, dass mit ihren Kräften für sich wirbt. Als ein von Hina inspirierter Musiker auftaucht und von ihr die Kräfte lernen will, reist sie mit ihm nach Japan um endlich Hina zu finden. Eine andere Vertreterin der Organisation beobachtet Hina und befürchtet, dass sie noch immer so unberechenbar und unbändig ist wie früher. Doch muss sie feststellen, dass Hina sich verändert hat und keine Gefahr mehr für ihre Umgebung ist. Doch zurück kann sie auch nicht, denn Hinas Reisekapsel wurde von Nitta weggeworfen. So kann Hina weiter ihren Alltag bei Nitta verleben, der sie immer mehr ins Herz schließt – auch wenn sie ihm in der Yakuza manches Problem bereitet. In anderen Situationen wie auch bei einem Schulausflug sind Hinas Kräfte wiederum eine Hilfe.

## Veröffentlichung
Ein Pilotkapitel erschien zunächst im Dezember 2009 im Anthologie-Magazin Fellows! (volume 8), dann als Serie von Juni 2010 (volume 11b) bis Dezember 2012 (volume 26) und wechselte schließlich ins Magazin Harta. Der Verlag Enterbrain brachte die Kapitel auch gesammelt in bisher (Stand: Juli 2018) 14 Bänden heraus. One Peace Books veröffentlicht diese auf Englisch. Der 14. Band verkaufte sich in Japan in der ersten Woche über 25.000 Mal.

## Animeserie
2018 entstand bei Studio feel. eine Animeserie zum Manga. Hauptautor war Keiichirō Ōchi und Regie führte Kei Oikawa. Das Charakterdesign entwarf Kanetoshi Kamimoto und die künstlerische Leitung lag bei Shunichiro Yoshihara und Yumiko Kirimoto. Die 12 je 25 Minuten langen Folgen wurden vom 6. April bis 22. Juni 2018 von AT-X, sowie mit bis zu drei Tagen Versatz auch von Tokyo MX, KBS, TV Aichi, BS11, Sun Television und TVQ Kyūshū in Japan ausgestrahlt. Parallel erfolgte die internationale Veröffentlichung über die Online-Plattform Crunchyroll, unter anderem mit deutschen und englischen Untertiteln. Eine englische Synchronfassung wurde von Funimation Entertainment veröffentlicht.

### Synchronisation
| Rolle           | Japanische Stimme |
| --------------- | ----------------- |
| Hina            | Takako Tanaka     |
| Yoshifumi Nitta | Yoshiki Nakajima  |
| Anzu            | Rie Murakawa      |
| Hitomi Mishima  | Kaede Hondo       |
| Utako           | Yōko Hikasa       |
| Sabu            | Kengo Kawanishi   |

### Musik
Die Musik komponierte Yasuhiro Misawa. Der Vorspann der Serie ist mit dem Lied Distance von Rie Murakawa unterlegt, während der Abspanntitel Sake to Ikura to 893 to Musume von Yoshiki Nakajima stammt.